# Suicide par sectionnement
Si vous avez des pensées suicidaires, il existe dans chaque pays des associations ou organismes d'écoute et d'aide, que vous pouvez contacter par téléphone (généralement 24/24 h, 7/7 jours, de manière anonyme). En France : 3114 ; en Belgique : 0800 32 123 ; en Suisse : 143 ; au Québec : 1-866-APPELLE (1-866-277-3553). En cas d'urgence absolue, contactez par téléphone les services de secours (police, pompiers…) de votre pays.
Le suicide par sectionnement est un mode de suicide utilisant une arme blanche ou tout autre instrument tranchant (par exemple un couteau de cuisine, une lame de rasoir ou un morceau de verre) ou pointu (par exemple une aiguille) pour s'entailler les veines du poignet, se sectionner les artères (la plupart du temps, carotide ou fémorale) ou s'ouvrir le ventre.
Seppuku est le nom correct du suicide rituel japonais appelé communément hara-kiri.

## Sources
1. ↑  Le suicide à différentes époques